# La Teulera
La Teulera és un indret del terme municipal de la Torre de Cabdella, dins de l'antic terme de la Pobleta de Bellveí, al Pallars Jussà.
Està situat a llevant de les Bordes d'Estavill, a la dreta de la llau de la Monaca.

## Toponímia
Normalmente relacionat amb antics obradors de teules, el topònim Teulera és compartit amb altres llocs desplegats en l'àmbit lingüístic, ja siguin entitats administratives o paratges rurals:
- La Teulera (Palma)
- Torre de Cala Teulera (Menorca)
- Barranc de la Teulera (Castell de Mur)
- Paratge la Teulera (Rivert)
- La Teulera (Novelda)
- Solà de la Teulera (Bóixols)